# Reserva índia de Cabazon
La reserva índia Cabazon és una reserva índia de la Banda Cabazon d'Indis de Missió, tribu reconeguda federalment formada per membres de la nació cahuilla situada al comtat de Riverside Califòrnia.

## Reserva
La reserva Cabazon fou fundada en 1876 amb uns 22.400 acres i va rebre el nom del cap cahuilla Cabazon (cap de 1840 a 1870). Les empreses del ferrocarril els ban arrabassar part del territori. Ocupa 1.706 acres situats a Coachella, a 11 kilòmetres d'Indio i a 29 kmkilòmetres de Palm Springs. La població de la reserva és aproximadament de 806 individus, però només 38 estan registrats com a membres de la tribu. La reserva índia Twenty-Nine Palms es troba immediatament al nord-oest. La seu tribal es troba a Indio. David Roosevelt és llur actual cap tribal.

## Programes i desenvolupament econòmic
La Banda Cabazon d'Indis de Missió presenta altes apostes de bingo al seu territori, després que guanyessin el judici fonamental California v. Cabazon Band. A la tribu no hi ha atur.
La banda Cabazon té la propietat del Fantasy Springs Resort Casino, un hotel de 250 habitacions, restaurant POM, Pizza Kitchen, The Bistro, Fresh Grill Buffet, JOY Asian Cuisine, un Starbucks, i moltes àrees de restauració situades a Indio. Al resort també hi ha l'Eagle Falls Golf Course.
El Museu Cultural Cabazon és obert al públic de dilluns a dissabte i l'entrada és lliure. Des de 1981 la tribu ostatge el Powwow anual d'Indio, amb danses, cants d'ocells cahuilla, competicions de tambors i altres jocs.

## Controvèrsia
La tribu va atreure l'atenció del públic per primer cop en 1987 quan van guanyar el cas California v. Cabazon Band; tanmateix abans de la decisió del Tribunal Suprem dels Estats Units 480 U.S. 202, la tribu havia desenvolupat un fons qüestionable, una participació misteriosa amb John Philip Nichols, The Wackenhut Corporation i amb el triple homicidi el 29 de juny de 1981 d'Alfred "Fred" Alvarez, Patricia Castro i Ralph Boger.